# 吴璘
吳璘（1102年—1167年6月16日），字唐卿。德順軍隴干（甘肅省靜寧縣）人，後來遷居水洛（今甘肅莊浪），南宋名將。和其兄吳玠先後取得了對金朝的和尚原之戰、仙人關之戰的勝利。

## 生平
紹興元年（1131年），吳璘於箭箐關戰役，切斷金朝將領沒立和烏魯、折合的軍隊，使不能會合，金軍被迫逃退。此戰中，因功勞最多，被提拔統制和尚原（今陝西寶雞西南大散關東）軍。冬十月吳玠、吳璘大敗金兀朮於和尚原。
紹興三年（1133年），被任命為榮州（今四川榮縣）防禦使、秦州（今甘肅天水市）知州，管轄階州（今甘肅武都縣）、文州（今甘肅文縣）。
紹興四年（1134年），春三月吳玠、吳璘大敗金兀朮於仙人關，自此金軍再不敢進窺蜀地。
紹興九年（1139年），六月二一日兄吴玠於仙人關卒逝。
紹興十一年（1141年），收復秦州（今甘肅天水市），後因為紹興和議，被迫放棄秦州。
紹興三十一年（1161年），冬十月金朝皇帝完顏亮南侵，吳璘作為四川宣撫使，先後收復隴州（今甘肅隴縣）、洮州（今臨潭）、蘭州、原州。
紹興三十二年（1162年），吳璘指揮部將，以攻為守，發動對西線金軍的主動攻勢，主要如下：姚仲攻取鞏州；王彥屯駐于商（今陝西商州區）、虢（今河南）、陝（今河南陝州區）、華（今陝西華州區）等州；惠逢攻取熙河路。六月趙眘繼位賜信褒獎吳璘，令他兼任陝西、河東路宣撫招討使。任命太傅，封新安郡王。
隆興二年（1164年），冬金軍入侵岷州，吳璘率兵到達祁山。金軍聞訊後撤回。
乾道三年（1167年），五月十七日去世，終年66歲，追封信王，諡號武順。

## 家族
- 曾祖：吴谦，追封魏国公，累赠太师
- 曾祖母：李氏，魏国夫人
- 祖：吴遂，追封楚国公，累赠太师
- 祖母：齐氏，楚国夫人
- 父：吴扆，追封鲁国公，累赠太师
- 母：刘氏，鲁国夫人
- 兄：吴玠
- 嫂：王氏，吴国夫人
  - 子：吴拱
  - 子：吴扶
  - 子：吴撝
  - 子：吴扩
  - 子：吴摠
    - 孙：吴昭

  - 子：吴拭
  - 子：吴拯
- 妻：张氏/刘氏，庆国夫人
  - 子：吴掖，终官左武大夫、兴州驻扎御前中军统制、知成州事
  - 子：吳挺，终官太尉、定江军节度使、兴州驻扎御前诸军都统制、利州西路安抚使、知兴州事、检校少保
    - 孙：吴旴，朝奉郎、直秘阁
    - 孙：吳曦，后據蜀叛宋，被刺死
    - 孙：吴晓
    - 孙：吴晛，从义郎、閤門祗候
    - 孙：吴晫，成忠郎

  - 子：吴掞
  - 子：吴抦
  - 子：吴扬
  - 子：吴揆
  - 子：吴撙
  - 次女：吳氏，嫁奉议郎李荀老。

## 傳記
- 《宋史》卷三六六有傳。

## 延伸阅读
[在维基数据编辑]
 《宋史/卷366》，出自脱脱《宋史》